# Brauerei Wilhelm Krieger
Die Brauerei Wilhelm Krieger GmbH & Co. KG (auch: Brauerei Krieger, Krieger-Bräu; vormals: Brauerei Wilhelm Krieger KG) war eine mittelständische Brauerei mit Sitz im niederbayerischen Landau an der Isar. Neben eigenen Bieren stellt das Unternehmen als lizenzierter Abfüllbetrieb auch Getränke der Marke Frucade her. 2008 betrug der Bierausstoß 15.000 hl.

## Geschichte der Brauerei
Die Brauerei wurde 1622 gegründet. 1913 kauften Wilhelm und Anna Krieger die Brauerei mit dem dazugehörigen Brauereigasthof und landwirtschaftlichen Betrieb von den vormaligen Eigentümern Franz und Katharina Grandl. 1931 entstand eine zweite Produktionsstätte im rund 15 Kilometer nördlich gelegenen Münchshöfen, einem Ortsteil der (Gemeinde Oberschneiding).
Nach dem Ausbau des Standortes Landau in den 1950er Jahren wurde im Betrieb in Münchshöfen 1976 die Brauereitätigkeit und 1977 der Betrieb insgesamt eingestellt. 1981 übernahm Helene Sturm, geb. Krieger, die Geschäftsleitung, nachdem Wilhelm und Josef Krieger altersbedingt zurückgetreten waren.
1997 wurde das Brauereimuseum der Brauerei Krieger eröffnet. Es zeigt anhand von Geräten und Fotos aus dem Firmenbestand die Geschichte der Brauerei und den Vorgang des Bierbrauens vor 50 bis 100 Jahren.
2009 trat mit Michael Sturm, dem Sohn von Helene Sturm, bereits die vierte Generation in die Geschäftsführung des Familienbetriebs ein. Im Januar 2016 wurde die Rechtsform von einer reinen Kommanditgesellschaft in eine GmbH & Co. KG geändert und Helene Sturm trat aus der Geschäftsführung aus.
Die Brauerei wurde aufgrund der wirtschaftlichen Entwicklung Ende April 2024 geschlossen. Die Brauerei Graf Arco aus dem nahegelegenen Adldorf, die die Mitarbeiter übernahm, braut nun nach Originalrezept der Brauerei Krieger am eigenen Standort das Krieger Hell, füllt es ab und vermarktet es.